# Первомайский (Шипуновский район)
Первома́йский — посёлок в Шипуновском районе Алтайского края. Административный центр Первомайского сельсовета.

## История
Посёлок основан в 1924 году. В 1928 году состоял из 143 хозяйств, основное население — русские. В административном отношении являлся центром Первомайского сельсовета Шипуновского района Рубцовского округа Сибирского края.

## Население
| 1926 | 1997 | 1998 | 1999 | 2000 | 2001 |
| ---- | ---- | ---- | ---- | ---- | ---- |
| 727  | ↗777 | ↗791 | ↘774 | ↘765 | ↗776 |
| 2002 | 2003 | 2004 | 2005 | 2006 | 2007 |
| ↘723 | ↘720 | ↗724 | ↗732 | ↘722 | ↘706 |
| 2008 | 2009 | 2010 | 2011 | 2012 | 2013 |
| ↘674 | ↘660 | ↘624 | ↘623 | ↘592 | ↘584 |

Национальный состав
Согласно результатам переписи 2002 года, в национальной структуре населения русские составляли 93 %.